# Los Trujillos-Gabaldon, New Mexico
Los Trujillos-Gabaldon, New Mexico (енгл. Los Trujillos-Gabaldon) град је у америчкој савезној држави Њу Мексико.

## Демографија
По попису из 2000. године број становника је 2.166.
| Група             | 2000.         | 2010.    |
| Белци             | 743 (34,3%)   | 0 (0,0%) |
| Афроамериканци    | 25 (1,2%)     | 0 (0,0%) |
| Азијати           | 4 (0,2%)      | 0 (0,0%) |
| Хиспаноамериканци | 1.353 (62,5%) | 0 (0,0%) |
| Укупно            | 2.166         | 0        |